# Nothocasis fumidata
Nothocasis fumidata là một loài bướm đêm trong họ Geometridae.